# 塙五郎
塙 五郎（はなわ ごろう、1938年2月10日 - ）は、脚本家。本名は館野 彰。東京市神田区（現・東京都千代田区）出身。

## 来歴
早稲田大学文学部演劇学科卒業後、東映に入社。東京撮影所に所属し、多くの映画、テレビドラマの助監督・監督を経て脚本家に転身する。
『キャプテンウルトラ』の頃から、佐藤肇とのコンビで脚本も執筆しており、『夜明けの刑事』からは、佐藤が命名したペンネーム（塙五郎）も併用し始める。
『特捜最前線』では、長坂秀佳らとともに番組の主力ライターとして活躍。佐藤と共に本名の館野彰名義で第13話「愛・弾丸・哀」を執筆したのをきっかけに、以後は塙五郎のペンネームに専念して、最下層の人々の悲劇を軸に置いたハードかつアバンギャルドな人情ものの作品を数多く輩出した。特に先述の「愛・弾丸・哀」は、『特別機動捜査隊』との違いを模索していた『特捜最前線』の、その後の方向性を決定したエピソードとしても知られ、以降のあらゆる作品においても様々な形で流用されている。ちなみに、「長い脚本を書くのは一流」の洒落から、永井竜一（もしくは龍一）という別名義で脚本を書いたこともある。

## 脚本（館野彰＋佐藤肇=加井嘉 名義）

### テレビ
キャプテンウルトラ（1967年・全24話 / TBS）
| 放送日         | 話数 | サブタイトル                   | 監督   |
| -------------- | ---- | ------------------------------ | ------ |
| 1967年 7月16日 | 14   | 金属人間メタリノームあらわる!! | 佐藤肇 |
| 9月24日        | 24   | 行け! キャプテン宇宙をこえて   | 佐藤肇 |

## 脚本（館野彰 名義）

### テレビ
ローンウルフ 一匹狼（1967-1968年・全39話 / 日本テレビ）
| 放送日        | 話数 | サブタイトル | 共同脚本 | 監督   |
| ------------- | ---- | ------------ | -------- | ------ |
| 1968年 2月6日 | 17   | 限りなき逃亡 | 佐藤肇   | 佐藤肇 |
| 4月9日        | 26   | その影を撃て | 長田紀生 | 館野彰 |
プレイガール（1969-1974年・全287話 / 東京12チャンネル）
| 放送日        | 話数 | サブタイトル                 | 共同脚本                 | 監督     |
| ------------- | ---- | ---------------------------- | ------------------------ | -------- |
| 1969年 8月4日 | 18   | 新宿喜劇・女のムシが騒ぐとき | 津田幸於 田口勝彦 長谷厳 | 田口勝彦 |
キイハンター（1968-1973年・全262話 / TBS）
| 放送日          | 話数 | サブタイトル               | 共同脚本 | 監督   |
| --------------- | ---- | -------------------------- | -------- | ------ |
| 1971年 10月16日 | 185  | 真昼の決戦! すれすれ愚連隊 | 佐藤肇   | 佐藤肇 |
影同心（1975年・全28話 / 毎日放送）
| 放送日        | 話数 | サブタイトル     | 共同脚本 | 監督   |
| ------------- | ---- | ---------------- | -------- | ------ |
| 1975年 9月6日 | 23   | 花嫁買って殺し節 | 佐藤肇   | 佐藤肇 |
特捜最前線（1977-1987年・全508+SP1話 / テレビ朝日）
| 放送日         | 話数 | サブタイトル | 共同脚本 | 監督   |
| -------------- | ---- | ------------ | -------- | ------ |
| 1977年 6月29日 | 13   | 愛・弾丸・哀 | 佐藤肇   | 佐藤肇 |

## 脚本（塙五郎 名義）

### テレビ
- 夜明けの刑事
- コードナンバー108 7人のリブ
- 特捜最前線
- 名奉行 遠山の金さんシリーズ
- 三匹が斬る!シリーズ
- 大忠臣蔵
- 大空港'92
- 生命燃ゆ
- 新空港物語
- 家康が最も恐れた男 真田幸村
- 痛快!三匹のご隠居
- 新選組血風録
- 八丁堀の七人シリーズ